# Collaboration (entreprise)
Pour les articles homonymes, voir Collaboration (homonymie).
La collaboration est le fait d'être regroupé ou de se regrouper avec d'autres pour réaliser en commun  au sein d'une organisation — et plus particulièrement une entreprise — un travail commun.
Ce mode général de réalisation d'un travail à plusieurs est à l'origine du terme « collaborateur » désignant les membres d'une entreprise.
Trois modes usuels de collaboration sont :
- la coordination (organisationnelle)
- la coopération (organisationnelle)
- la standardisation